# Isothecium trachypodium
Isothecium trachypodium là một loài rêu trong họ Brachytheciaceae. Loài này được Funck ex Brid. mô tả khoa học đầu tiên năm 1827.